# Hans-Joachim Lang (Amerikanist)

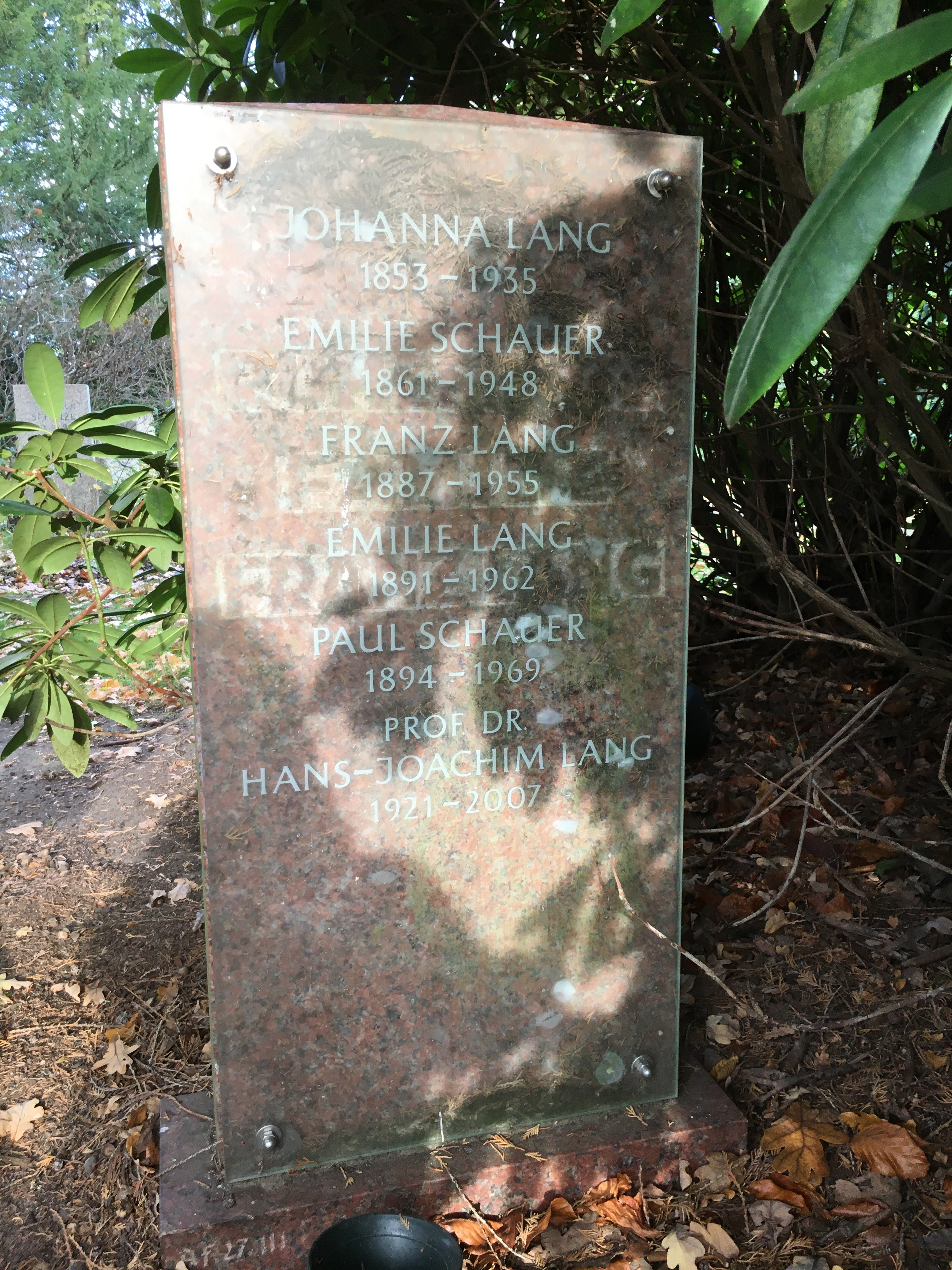
Grabstätte Hans-Joachim Lang auf dem Friedhof Ohlsdorf

Hans-Joachim Lang (geboren am 3. Januar 1921 in Berlin; gestorben am 14. Dezember 2006 in Hamburg) war ein deutscher Literaturwissenschaftler. Lang, ausgebildet als Anglist, zählte nach dem Zweiten Weltkrieg in Deutschland zu den Begründern der Amerikanistik als eigenständiger akademischer Disziplin.

## Biographie
Langs Vater kam aus Linz, seine Mutter aus Böhmen. Seine Großmutter väterlicherseits war Jüdin, weswegen er 1936 zwischenzeitlich für einige Wochen die Schule verlassen musste, er wurde dann aber wieder aufgenommen (wie Lang später schrieb, „angeblich mit der Bemerkung, ich sei ja nur 10 % Jude, was ein schräges Licht auf den Biologieunterricht wirft“). Seinen Vater beschreibt er als politisch rechts, aber „Vernunftrepublikaner,“ er selbst neigte schon als Jugendlicher dem Sozialismus zu, als Schlüsselerlebnis beschreibt er die Lektüre von H. G. Wells The Outline of History 1934. Im Elternhaus wurden vor allem ausländische Radiosender gehört, nach Kriegsausbruch trotz Dienstmädchen im Haus stets der „Feindsender“ BBC.
Nach dem Abitur, das er 1939 am Hamburger Heinrich-Hertz-Realgymnasium erhielt, wurde er zunächst für ein halbes Jahr zum Reichsarbeitsdienst eingezogen. Darauf begann er ein Anglistikstudium und studierte zunächst ein Trimester in Göttingen, dann drei Semester an der Universität Hamburg. 1941 wurde er zum Militärdienst eingezogen: „Während der folgenden drei Jahre wurde ich viermal nach Rußland verfrachtet und kehrte viermal zurück, dreimal verwundet, einmal krank.“ 1944 lud ihn ein Lazarettzug in Gießen ab. Einer seiner Kameraden war der Sohn des dortigen Anglistikprofessors Walther Paul Fischer und verschaffte ihm an dessen Lehrstuhl eine Stelle als Hilfsassistent sowie eine Promovendenstelle. 1946 promovierte er bei Fischer mit der Arbeit Die Weltanschauung H. G. Wells' .
Darauf arbeitete er als Lektor im Verlagswesen sowie als Journalist unter anderem bei der Hamburger Akademischen Rundschau. 1951 begann er als wissenschaftlicher Assistent an der Universität Hamburg, wo er sich 1958 mit der Arbeit Studien zur Entstehung der neueren amerikanischen Literaturkritik habilitierte. 1959 folgte er einem Ruf an die Universität Tübingen. 1967 wechselte er nach Erlangen, wo er bis 1986 den Lehrstuhl für Amerikanistik innehatte.
Von 1965 bis 1967 war er Stadtrat (SPD) in Tübingen, 1972–1978 in Erlangen.
Seine letzte Ruhestätte erhielt Hans-Joachim Lang auf dem Hamburger Friedhof Ohlsdorf im Planquadrat AF 27. Das auf dem Grabstein angegebene Sterbejahr 2007 ist falsch.

## Schriften (Auswahl)
- Herbert George Wells. Hansischer Gildenverlag, Hamburg 1948. (= Dichter der Gegenwart 4)
- Studien zur Entstehung der neueren amerikanischen Literaturkritik. Cram, de Gruyter & Co., Hamburg 1961.
- (Hrsg.): Der amerikanische Roman: von den Anfängen bis zur Gegenwart. Bagel, Düsseldorf 1971. ISBN 3-513-02213-1
- George Orwell: eine Einführung. Artemis, Zürich 1983. ISBN 3-7608-1309-7
- Poeten und Pointen: zur amerikanischen Erzählung des 19. Jahrhunderts. Palm & Enke, Erlangen 1985. ISBN 3-7896-0163-2 (= Erlanger Studien 63)
- Deutsche Anglistik im Dritten Reich: Meine Studienzeit 1939/46. In: Dieter Kastovsky (Hrsg.): Proceedings / Anglistentag 2001 Wien. Wissenschaftlicher Verlag Trier 2002. ISBN 3-88476-551-5, S. 233–242.

## Festschrift
- Dieter Meindl und Friedrich W. Horlacher (Hrsg.): Mythos und Aufklärung in der amerikanischen Literatur: Zu Ehren von Hans-Joachim Lang. ISBN 3-922135-43-9